# Bánk
Bánk là một thị trấn thuộc hạt Nógrád, Hungary. Thị trấn này có diện tích 9,9 km², dân số năm 2010 là 686 người, mật độ 69 người/km².